# Silvia Barrera Vásquez

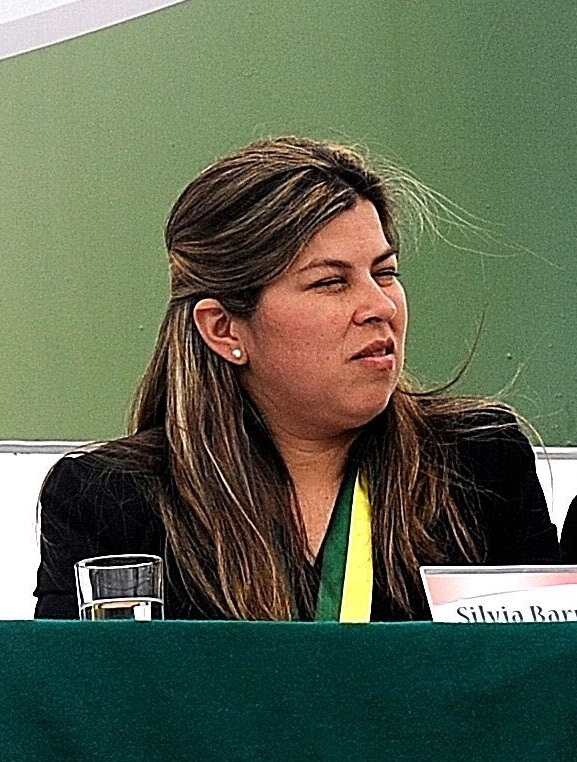
Silvia Barrera Vásquez, 2011

Silvia Barrera Vásquez (* 20. Juni 1975 im Distrikt Sacanche, Peru) ist eine peruanische Politikerin. Sie war von 2011 bis 2014 Bürgermeisterin von Villa María del Triunfo, einem Stadtdistrikt der peruanischen Hauptstadt Lima. Zuvor war sie Ratsfrau im Gemeinderat dieses Distrikts.

## Leben
Silvia Barrera Vásquez wurde am 20. Juni 1975 im Distrikt Sacanche in der Region San Martín in Peru geboren. Im Jahr 1998 schloss sie eine Ausbildung zur Informatikerin ab. Seit 2003 lebt sie zusammen mit ihrem Mann und ihrem Sohn in Rinconada del Lago in Lima. Sie studierte an der Universidad Inca Garcilaso de la Vega in Lima Rechts- und Politikwissenschaften, machte aber keinen Abschluss.

## Politische Laufbahn
Im Jahr 2007 wurde Barrera Vásquez in den Stadtrat von Villa María del Triunfo gewählt. Sie war der peruanischen Partei Restauración Nacional angehörig und bis 2010 Ratsfrau (regidora distrital). Im darauffolgenden Jahr wechselte sie ihre Parteiangehörigkeit zur Partei Perú Posible und ließ sich zur Wahl um das Amt des Bürgermeisters von Villa María del Triunfo aufstellen. Sie wurde zur Bürgermeisterin gewählt und war dies bis zum Jahr 2014.
Barrera Vásquez kandidierte bei den Wahlen in Peru 2016 für Perú Posible, um Lima Metropolitana im peruanischen Kongress zu vertreten. Im Februar 2016 erzählte die stellvertretende Parteivorsitzende Carmen Omonte einem Reporter, dass es aktive Ermittlungen gegen Barrera Vásquez wegen Drogenhandels gäbe. Barrera Vásquez wies die Vorwürfe zurück und forderte sie auf, Beweise zu liefern.
2018 ließ sie sich erneut zur Wahl um das Bürgermeisteramt aufstellen, diesmal wieder als Mitglied der Restauración Nacional, nachdem sich Perú Posible nach dem schlechten Wahlergebnis 2016 auflöste. Mit über 10 % der Stimmen erhielt Barrera Vásquez den zweithöchsten Anteil an Stimmen, unterlag aber dem Kandidaten Guido Iñigo Peralta der Partei Perú Patria Segura. Die peruanische Wahlbehörde (Jurado Nacional de Elecciones) erkannte seine Wahl nicht an, da er nicht die verlangten zwei Jahre im Stadtdistrikt gelebt habe. Stattdessen wurde Eloy Chávez Hernández, ebenfalls Mitglied der Perú Patria Segura, zum Bürgermeister ernannt.